# Le due chiese
Le due chiese è un romanzo storico dello scrittore italiano Sebastiano Vassalli, pubblicato da Einaudi nel 2010.